# Cimitero Vvedenskoe
Il cimitero Vvedenskoe o cimitero tedesco in russo Введенское (Немецкое) кладбище? è un cimitero storico situato a Lefortovo, distretto di Mosca, Russia.
Fino al 1918 il cimitero era esclusivamente adibito a cattolici e protestanti (in particolare luterani), ma successivamente è stato esteso a tutti i credi, incluso quello ortodosso.

## Persone famose sepolte al cimitero Vvedenskoe
- Osip Naumovič Abdulov, attore
- Vsevolod Osipovič Abdulov, attore
- Grigorij Borisovič Barchin, architetto
- Pavel Petrovič Palen (1775-1834), generale di cavalleria
- John Field (1782-1837), compositore
- Santino Campioni (1774-1847), scultore
- Johann Fischer von Waldheim (1771-1853), entomologo, paleontologo ed anatomista
- Friedrich (Fëdor) Haass (1780-1853), Fisico e filantropo
- Lucien Olivier (1838-1883), cuoco
- Pavel Pabst (1854-1897) pianista, compositore ed insegnante
- Semën Semënovič Ėjbušic (1851-1898), architetto
- Gustav List (1835-1913), uomo d'affari e filantropo
- Roman Ivanovič Klejn (1858-1924), architetto
- Viktor Michajlovič Vasnecov (1848-1926), pittore
- Aleksandr Filipovič Samojlov (1867-1930), fisiologo
- Ivan Ivanovič Rerberg (1869-1932), architetto
- Apollinarij Michajlovič Vasnecov (1856-1933), pittore
- Ivan Dmitrievič Sytin (1851-1934), uomo d'affari, editore ed educatore
- Trifon (Boris Petrovič Turkestanov, 1861-1934), metropolita
- Nikolaj Konstantinovič Kol'cov (1872-1940), biologo
- Vladimir Nikolaevič Pčëlin (1869-1941), pittore
- Ivan Sergeevič Kuznecov (1867-1942), architetto
- Anna Romanovna Izrjadnova (1891-1946), moglie di Sergej Esenin
- Michail Michajlovič Prišvin (1873-1954), scrittore
- Vasilij Vail'evič Nebol'sin (1898-1958), direttore musicale sovietico
- Leonid Grossman (1888-1965), scrittore
- Nikolaj Džemsovič Kolli (1894-1966), architetto
- Vera Michajlovna Inber (1890-1972), poetessa
- Nina Georgievna Kljueva (1899-1972), microbiologa
- Konstantin Stepanovič Mel'nikov (1890-1974), architetto
- Roberto Oros di Bartini (1897-1974) ingegnere italiano naturalizzato sovietico
- Ivan Alekseevič Susloparov (1897-1974), generale dell'Armata Rossa che firmò i primi documenti di resa incondizionata alla Germania il 7 maggio 1945 a Reims
- Valerij Vladimirovič Popenčenko (1937-1975) medaglia d'oro olimpica di box
- Stanislav Alekseevič Vaupšasov (1899-1976), operativo NKVD, eroe dell'Unione Sovietica
- Pëtr Stanislavovič Sobolevskij (1904-1977), attore